# بزرگراه ۷۸ آسیا
بزرگراه ۷۸ آسیا که به صورت علامت اختصاری AH-78 نشان داده می‌شود، بزرگراهی است به طول ۱۱۱۰ کیلومتر که از عشق‌آباد در ترکمنستان آغاز شده و در کرمان ایران پایان می‌یابد. مسیر آن از جاده‌های زیر است :

## ترکمنستان
- عشق‌آباد - چودن پاس

## ایران
- جاده ۸۷۵: باجگیران - قوچان - سبزوار
- جاده ۸۷: سبزوار - بجستان
- جاده ۹۱: بجستان - فردوس - راور - کرمان